# Amalie Wichmann
Pour les articles homonymes, voir Wichmann.
Amalie Riggelsen Wichmann, née le 6 mars 1995 à Vallensbæk, est une handballeuse danoise. Elle évolue au poste d'arrière gauche.

## Biographie
À l'été 2014, elle participe au championnat du monde junior avec l'équipe du Danemark de handball qu'elle termine à la troisième place.

## Palmarès

### Sélection
autres
- troisième du championnat du monde junior en 2014[2]
- troisième du championnat d'Europe junior en 2013[3]
- finaliste du championnat d'Europe jeunes en 2011[4]